# Acerbia seitzi
Acerbia seitzi là một loài bướm đêm thuộc phân họ Arctiinae, họ Erebidae.